# Sylvia Earle
Pour les articles homonymes, voir Earle.
Sylvia Earle, née le 30 août 1935 à Gibbstown (en) (New Jersey), est une océanographe, exploratrice, autrice et conférencière américaine. Depuis 1998, elle est « exploratrice à demeure » pour le National Geographic. Elle est aussi la première femme à occuper un poste de direction scientifique au sein de l'Agence américaine d'observation océanique et atmosphérique.

## Biographie

### Jeunesse et formation
Sylvia Earle est née en 1935 à Gibbstown, dans le New Jersey. Ses parents, Alice Freas Earle and Lewis Earl, passionnés des sports de plein air, encouragent leur fille à explorer la nature dès son plus jeune âge.
Durant son enfance, la famille déménage à Dunedin, sur la côte ouest de la Floride,.
Sylvia Earle obtient un Associate degree en 1952 au St. Petersburg College (en), un baccalauréat universitaire en sciences (licence) de l'université d'État de Floride en 1955. En 1956, elle obtient sa Maîtrise universitaire en sciences (master) puis son doctorat en phycologie en 1966 à l'Université Duke. Son travail de thèse porte sur les Phaeophyceae du Golfe du Mexique. Travaillant sur sa thèse, elle visite le Laboratoire Marin de Cape Haze. Elle y rencontre Eugenie Clark, et l'assiste dans la création d'un Herbier de référence pour le laboratoire.

### Carrière
Après l'obtention de son doctorat en 1966, Sylvia Earle travaille un an en tant que chargée de recherche à l'Université Harvard, travaillant sur l'herbier Farlow. Elle retourne ensuite en Floride et devient directrice résidente du Laboratoire Marin de Cape Haze, Florida (en). En 1970, elle dirige la première mission composée uniquement de femmes du projet Tektite II (en), un habitat sous-marin situé à 15 mètres de profondeur au large des îles Vierges. Cette installation permet aux scientifiques de rester en profondeur durant des semaines. Durant deux semaines de mission sous-marine, Sylvia Earle étudie l'effet de la pollution sur les récifs coralliens.
En 1979, elle établit le record féminin de plongée en profondeur lors d'une descente à 381 mètres de profondeur. La même année, elle débute comme conservatrice des collections de phycologie à l'Académie des sciences de Californie, poste qu'elle occupe jusqu'en 1986.
De 1980 à 1984, elle est membre du Comité national américain sur les océans et atmosphère (National Oceanic and Atmospheric Administration).
En 1982, elle cofonde Deep Ocean Engineering avec son futur époux Graham Hawkes, ingénieur naval. Deep Ocean Engineering travaille à l'élaboration et la conduite de systèmes autonomes sous-marins. En 1985, l'équipe conçoit et construit le Deep Rover, un sous-marin de recherche capable d'opérer à 1000 mètres de profondeur,. Dès 1986, le Deep Rover est opérationnel et Sylvia Earle rejoint l'équipe d'opérateurs dans les Bahamas.
Sylvia Earle quitte Deep Ocean Engineering en 1990, lorsqu’elle devient directrice scientifique du National Oceanic and Atmospheric Administration. Elle est la première femme à ce poste, qu’elle occupe jusqu’en 1992. Durant cette période, vu son expertise sur l’impact des pollutions marines, elle est appelée à mener plusieurs expéditions scientifiques dans le golfe Persique lors de la guerre du Golfe. Ses expéditions avaient pour objectif d’évaluer l’impact écologique de la destruction des puits pétroliers au Koweït.
En 1992, Sylvia Earle fonde Deep Ocean Exploration and Research (DOER Marine), entreprise d’ingénierie marine. En 1998, Sylvia Earle devient « Exploratrice à demeure » pour le National Geographic. Elle y est parfois surnommée "Her Deepness" ou "the Sturgeon General",.
De 1998 à 2002, elle mène les expéditions "Sustainable Seas", programme de 5 ans sponsorisé par la National Geographic Society pour l’étude de l'aire marine protégée U.S. National Marine Sanctuary (en). À la même période, Sylvia Earle dirige également les expéditions « Sustainable Seas » pour National Geographic, durant lesquelles le submersible DeepWorker 2000 (en) est utilisé pour le suivi de plusieurs espèces de poissons au sein du Stellwagen Bank National Marine Sanctuary (en).
Elle siège également au conseil scientifique de l'Harte Research Institute for the Gulf of Mexico Studies, ainsi qu’au conseil pour l’océan à Google Earth.
En 2012, Sylvia Earle codirige avec Mark Patterson une expédition au laboratoire sous-marin Aquarius, situé au large de Key Largo en Floride. Cette expédition étudiant les récifs coralliens célébrait le 50e anniversaire du projet Conshelf I dirigé par le commandant Jacques-Yves Cousteau,.
Elle est engagée dans le groupe Ocean Elders (en), visant à protéger les océans et la biodiversité sous-marine,.

## Mission Blue
Avec le support des conférences TED, Sylvia Earle lance la « Mission Blue » visant à créer des aires marines protégées autour du globe (appelées « hope spots », un jeu de mots sur « zone d’espoir »). L’objectif est d’atteindre 30 % des océans protégés d’ici 2030. Plus de 200 organismes (petites et grandes compagnies et laboratoires de recherches) soutiennent Mission Blue et son objectif,. Plusieurs expéditions ont été menées à Cuba en 2009, Belize et les îles Galápagos en 2010, Costa Rica, Amérique centrale et la côte Sud-Africaine en 2014,,. En 2018, la mission Blue avait créé 94 Hope Spots autour du monde.
En août 2014, un documentaire sur la Mission Blue est disponible sur Netflix. Le documentaire retrace la carrière de Sylvia Earle et la mission Blue.

## Prix et distinctions
- 1970 : prix pour U.S. Department of Interior Conservation Service et élue femme de l'année par Los Angeles Times[31]
- 1976 : prix NOGI pour la Science (en)
- 1980 : prix Explorers Club Lowell Thomas[31]
- 1981 : chevalier de l'ordre de l'Arche d'or des Pays-bas
- 1986 : record du monde féminin de plongée en profondeur[32].
- 1990 : médaille d'or de la Société des femmes géographes[33]
- 1991 : médaille d'or de l'American Academy of Achievement[34]
- 1996 : prix de la fondation Lindbergh[35], médaille de l'Explorers Club Medal[31] et membre honoraire pour Zonta International[36]
- 1997 : prix SeaKeeper de la International SeaKeepers Society (en)[37]
- 1998 : lauréate du prix Global 500 de l'ONU[38] et élue conservatrice de l'année par la National Wildlife Federation[39]
- 1998 : « Héroïne pour la planète » par le Times[13]
- 2000 : cérémonie d'admission au National Women's Hall of Fame[40],
- 2000 : inscription dans la liste de la Library of Congress Living Legend (en)[41],
- 2000 : cérémonie d'admission au Women Divers Hall of Fame[42]
- 2004 : prix international Banksia[43], médaille Richard Hopper Day Memorial de l'académie des Sciences de Philadelphie, et la médaille Barnard College[44]
- 2005 : prix John-P.-McGovern pour la Science et Société de Sigma Xi[45]
- 2009 : prix Artiglio (Premio Artiglio 2009) et prix TED[46]
- 2009 : prix Rachel-Carson de la Société nationale Audubon
- 2010 : prix Roy-Chapman-Andrews Distinguished Explorer de la société Roy Chapman Andrews[47]
- 2010 : Prix Carl Sagan (en) pour son investissement dans la communication de la science auprès du grand public
- 2011 : doctorat honorifique du Smith College[48], médaille d'honneur de la République Dominicaine[49]
- 2013 : doctorat honorifique du Nelson Mandela Metropolitan University[50], médaille Hubbard, haute distinction de la National Geographic Society[51]
- 2014 : prix Walter-Cronkite[52], prix "champion pour la planète" de l'ONU, et première femme célébrée à la cérémonie de l'Explorers Club (en)[53]
- 2016 : doctorat honorifique de l'université de Liège[54]
- 2017 : prix Rachel-Carson[55], prix Lewis Thomas.
- 2017 : prix de The Perfect World Foundation, prix "The Fragile Rhino"
- 2018 : prix du Seattle Aquarium pour l'ensemble de sa carrière[56]
- 2018 : prix Princesse des Asturies[57]
- 2018 : doctorat honorifique de l'université d'Édimbourg[58]

## Vie personnelle
Elle déclare dans le documentaire Seaspiracy être végétarienne, et donc ne pas manger de poissons.